# Metazygia manu
Metazygia manu är en spindelart som beskrevs av Levi 1995. Metazygia manu ingår i släktet Metazygia och familjen hjulspindlar.
Artens utbredningsområde är Peru. Inga underarter finns listade i Catalogue of Life.